# 劉寶山
劉寶山（1931年—2021年10月23日），男，河南登封人，中國武術家，少林塔沟武术学校的創始人。中國共產黨黨員。

## 生平
刘宝山出生於河南登封的一個武術世家，從小隨祖父刘发泰與父亲刘景文習武，十幾歲時已學會六合拳、七星拳、春秋大刀等武術。
早年曾擔任過塔沟村支部书记。
1978年10月15日，刘宝山成立少林塔沟武术学校。至今該校已發展為包含少林寺塔沟武术学校、嵩山少林武术职业学院、少林武术国际教学中心、登封少林中等专业学校、少林中学等多個單位的河南少林塔沟教育集团。
2002年當選河南省武术协会副主席。2007年，被命名为中国民间文化杰出传承人。

## 家庭
子女包括：
- 大兒子 刘海超
- 二兒子 刘海钦
- 三兒子 刘海科

## 榮譽
- 2009年11月23日，被河南大學聘爲客座教授[9]。
- 2013年，被選為第三届央视“乡土文化风采榜”年度人物[2]。
- 2019年，被評為河南武术“改革开放四十年杰出贡献人物”[10]。